# Порпето
Порпѐто (на италиански: Porpetto; на фриулски: Porpêt, Порпет) е малко градче и община в Северна Италия, провинция Удине, автономен регион Фриули-Венеция Джулия. Разположено е на 10 m надморска височина. Населението на общината е 2673 души (към 2010 г.).